# Lebensmittelwirtschaft
Die Lebensmittelwirtschaft bzw. Ernährungswirtschaft umfasst als Wirtschaftszweig die Wirtschaftsbereiche, die sich mit der gewerblichen Produktion, Verarbeitung und Handel von Lebensmitteln bzw. Nahrungsmitteln befassen. Sie wird teilweise auch als Bestandteil des Agribusiness, und der Agrar- und Ernährungswirtschaft eingeordnet. 

## Teilbereiche
Je nach Wirtschaftsregion und Epoche weichen die Definitionen stark ab. Gemäß der Statistischen Systematik der Wirtschaftszweige in der Europäischen Gemeinschaft. In dieser wird nicht nach Betriebsgröße, Produktionstechnik der Eigentumsverhältnisse in Lebensmittelindustrie und Lebensmittelhandwerk unterschieden, sondern Gemeinsamkeiten bei der Produktion und den Betriebsergebnissen zusammengeführt. Es handelt sich um Wirtschaftszweige aus dem Abschnitt C „Verarbeitendes Gewerbe / Herstellung von Waren“, Abschnitt G „Handel“ und Abschnitt I „Gastgewerbe“. Bei Unternehmen mit breiter Angebotspalette kommt es regelmäßig zu Überschneidungen mit dem Abschnitt A „Landwirtschaft und Fischerei“.
Nach eigenen Angaben des Lebensmittelverbandes hat Deutschland 2020 5,7 Millionen Beschäftigte in 700.000 Betrieben der Lebensmittelwirtschaft.

## Wirtschaftszweige nach Abteilung
- Abteilung 10: Herstellung von Nahrungs- und Futtermitteln
  - Gruppen
  - 10.1: Schlachten und Fleischverarbeitung
  - 10.2: Fischverarbeitung
  - 10.3: Obst- und Gemüseverarbeitung
  - 10.4: Herstellung von pflanzlichen und tierischen Ölen und Fetten
  - 10.5: Milchverarbeitung
  - 10.6: Mahl- und Schälmühlen, Herstellung von Stärke und Stärkeerzeugnissen
  - 10.7: Herstellung von Back- und Teigwaren
  - 10.8: Herstellung von sonstigen Nahrungsmitteln
    - 10.81: Herstellung von Zucker
    - 10.83: Verarbeitung von Kaffee und Tee, Herstellung von Kaffee-Ersatz

  - 10.9: Herstellung von Futtermitteln

- Abteilung 11: Herstellung von Getränken
  -     - 11.05: Herstellung von Bier
    - 11.01: Herstellung von Spirituosen

- Abteilung 12: Tabakverarbeitung wird teilweise hinzugezählt, wenn die gleichen gesetzlichen Rahmenbedingungen angewendet werden

- Abteilung 46: Großhandel
- Abteilung 47: Einzelhandel

- Abteilung 55: Beherbergung (mit Gastronomie)
- Abteilung 56: Gastronomie

## Globalisierte Lebensmittelwirtschaft und Ressourcenschutz
Die Lebensmittelwirtschaft erfuhr mit der Industrialisierung der Landwirtschaft vor allem ab den 1960er-Jahren einen Trend hin zur Entkopplung von Produktionsort und Ort des Konsums. Lebensmittel werden heute global gehandelt. Das betrifft auch Vorstufen wie Futtermittel (z. B. Soja), die in der Fleischwirtschaft und der Milchproduktion eingesetzt werden. Ebenso kam es zu einer Entkopplung von saisonalen Konsumrhythmen. So werden im Lebensmitteleinzelhandel der Industrienationen Gemüse und Früchte, die im Freiland zwar lokal, aber nur saisonal erzeugt werden könnten, aufgrund von Importen und des Einsatzes von Gewächshäusern ganzjährig gehandelt. Mit der Einführung von Freihandelsabkommen, stehen große Teile der Landwirtschaft und der verarbeitenden Industrie (z. B. Molkereien) heute in globaler Konkurrenz. Seit Mitte des 20. Jahrhunderts setzte sich in den Industrienationen auch eine Entwicklung hin zum Verkauf von Fertigprodukten und Tiefkühlkost durch. Lebensmittel gelangen nach der Verarbeitung in vielen Ländern erst über Verteilzentren des Lebensmitteleinzelhandels in den Verkauf und haben dann bereits lange Transportwege hinter sich. Außerdem setzte global ein Trend hin zu höherem Verbrauch von Milch- und Fleischprodukten ein. All diese Entwicklungen führten zum stark steigenden Verbrauch nachwachsender und fossiler Ressourcen für Produktion, Transport und Verpackungen. Die globale Konkurrenz rief gleichzeitig einen starken Strukturwandel sowohl bei den Erzeugern als auch in der verarbeitenden Industrie und im Lebensmitteleinzelhandel hervor. Der Wandel zeigt sich vor allem in einer Abnahme der Betriebe, einem höheren Technisierungsgrad und ökologisch ungünstigen Stoffströmen, bei einsetzender Oligopolisierung des Einzelhandels und der Agrarindustrie. Die skizzierten Entwicklungen fanden in den Entwicklungsländern weit weniger statt.

## Globalisiertes Lebensmittelsystem und Klimaschutz

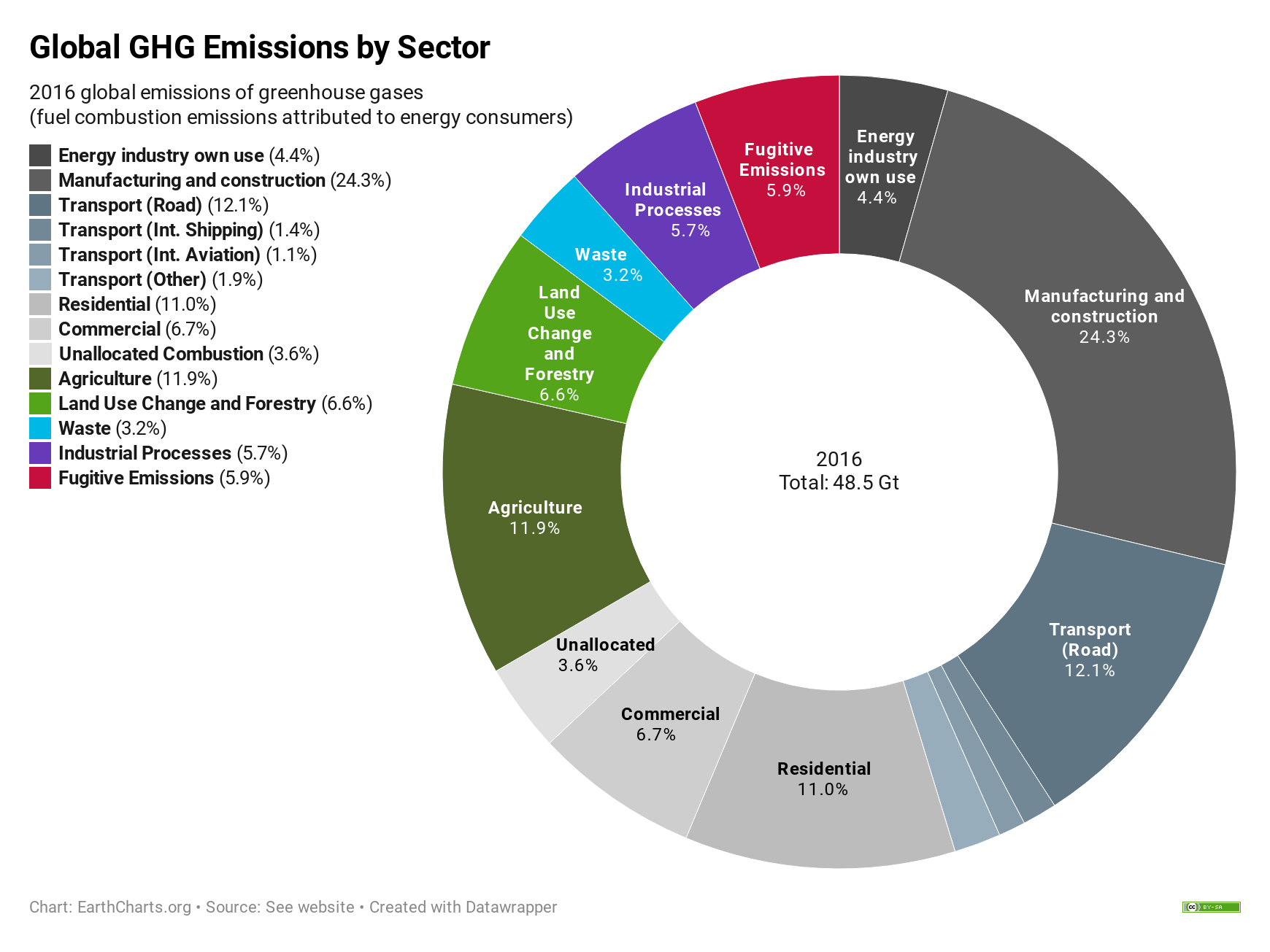
Geschätzte zusammengefasste globale Treibhausgasemissionen in 2016 nach Sektoren

Eine Datenbank zeigt die Verantwortung der Nahrungsmittelsysteme für ein Drittel (34 %) der anthropogenen Treibhausgasemissionen auf. Andere Studien kommen daher zu dem Schluss, dass die Reduzierung der Emissionen aus dem globalen Nahrungsmittelsystem für das Erreichen der Klimaziele des Pariser Übereinkommens von entscheidender Bedeutung ist. Berichte des IPCC und der EU deuten an, dass eine Transformation des Lebensmittelsystems zur Reduzierung der Treibhausgasemissionen bei gleichzeitiger Wahrung der Ernährungssicherheit für eine Umstellung auf nachhaltige Ernährung machbar ist und Koordination erfordert.

## Fachmedien
Speziell über die Lebensmittelwirtschaft berichten einige deutschsprachige Fachmedien:
- Lebensmittel Zeitung
- Lebensmittel Praxis
- Lebensmitteltechnik
- Lebensmittelmagazin
- Deutsche Lebensmittel-Rundschau, eine ehemalige Verbandszeitschrift der Lebensmittelbranche, die heute unabhängig als Fachzeitschrift erscheint